# Atlanta Open 1985
L'Atlanta Open 1985 è stato un torneo di tennis giocato sul sintetico indoor. È stata l'11ª edizione dell'Atlanta Open e faceva parte del circuito WCT inserito nel Nabisco Grand Prix 1985. Si è giocato ad Atlanta negli USA, dal 22 al 28 aprile.

## Campioni

### Singolare
John McEnroe ha battuto in finale  Paul Annacone con il punteggio di 7–6 7–6 6–2

### Doppio
Paul Annacone /  Christo van Rensburg hanno battuto in finale  Steve Denton /  Tomáš Šmíd con il punteggio di 6–4, 6–3